# Gare de Nérondes
Gare de Nérondes vasútállomás Franciaországban, Nérondes településen.

## Vasútvonalak
Az állomást az alábbi vasútvonalak érintik:
- Vierzon-Saincaize-vasútvonal

## Kapcsolódó állomások
A vasútállomáshoz az alábbi állomások vannak a legközelebb:
- Gare de La Guerche-sur-l'Aubois (Gare de Saincaize)
- Gare de Bengy (Gare de Vierzon-Ville)